# آسانو ناگاتومو
آسانو ناگاتومو (به ژاپنی: 浅野 長友 Asano Nagatomo); ۴ نوامبر ۱۶۴۳ – ۲۰ فوریهٔ ۱۶۷۵ دایمیو در دوره ادو اهل ژاپن بود. پسر ارشد آسانو ناگانائو و پدر آسانو ناگانوری شخصیت اصلی در چهل و هفت رونین است.